# تصنيف ديوي العشري

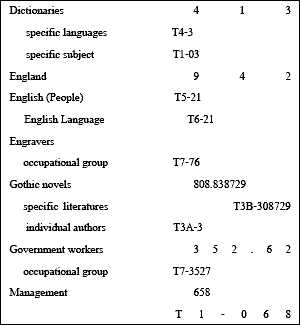

تصنيف ديوي العشري وضع هذا النظام الأمريكي ملفل ديوي وهو أول نظام تصنيف من نظم تصنيف المكتبات بالمعنى الحديث وأكثرها شهرة في نفس الوقت، وقد صدرت الطبعة الأولى منه عام 1876 م، ويقوم هذا النظام على تقسيم المعرفة البشرية إلى عشرة أقسام رئيسية ويتفرع كل واحد من الأقسام الرئيسية إلى عشرة شعب تمثل التفريعات الرئيسية للموضوع. كما أن كل شعبة تتفرع بدورها إلى عشرة شعب حسب طبيعة الموضوع، وهكذا ينقسم كل فرع إلى عشرة وبذلك يمكن أن يستمر التقسيم العشري إلى ما لا نهاية، كما أنه لا يعطي أي كتاب رقما يقل عن 3 منازل، فآخر رقم من أرقام التصنيف هو 999.
ويخضع نظام ديوي العشري للتطوير والتنقيح بشكل مستمر بهدف مواكبة الاحتياجات المتطورة في الحصول على المعلومات من المكتبات التقليدية أو في الأوساط الالكترونية ويتضمن التحديث المنقح نسختين إحداهما تقليدية وأخرى إلكترونية.

## نقاط القوة في نظام التصنيف العشري لديوي

### التحديث المستمر
صدر نظام ديوي للتصنيف العشري عام 1876 ميلادي، وجرى تنقيحه باستمرار حتى يستجيب للاحتياجات المتطورة للحصول على المعلومات في المكتبات التقليدية وفي الأوساط الإلكترونية. وقد صدر في طبعتين كاملا ومختصرا. وصدرت طبعته الحادية والعشرين بنسختين إحداهما تقليدية والأخرى إلكترونية. وتتضمن الطبعة الإلكترونية من Dewey for Windows، ومن قرص مضغوط CD-ROM يجري تحديثه سنويا ويصدر في شهر يناير/كانون الثاني من كل عام ومن WebDewey for CORC، وهو موقع يجري تحديث بياناته مرة كل ثلاثة أشهر.
وأدخلت على أحدث طبعة لنظام ديوي عدة تحسينات جعلته أكثر ملاءمة مقارنة بالطبعات السابقة للبحث في مصادر الإنترنت. كما جرى توسيع القاعدة المعرفية لهذا النظام بإضافة العديد من الفئات الجديدة وتوسيع الفئات التي يحتويها. وجرى أيضا تحديث المصطلحات ووصف الفئات على نطاق النظام بكامله بحيث تعكس رواجه واستخداماته الدولية ودرجة حساسيته للاستخدامات المفضلة للمجموعات الاجتماعية والقطرية. وشملت التغييرات الهيكلية تحسين العناوين وتوسيع الفهرس النسبي. وللبحث المتواصل بشأن نظام ديوي للتصنيف العشري هدف يتمثل في إنتاج نسخة متعددة الاستخدامات قادرة على تنظيم مجموعات كبيرة من الوثائق الإلكترونية ولاسيما على شبكة الإنترنت وعلى المواقع العالمية.

### الترميز الهادف
والرموز المستخدمة بالنسبة لجميع الفئات محددة على نحو واضح، وهي طريقة سهلة في الاستخدام. كما أنها تسمح بالتسلسل الهرمي لعملية الترميز، بما يسهل عملية استرجاع المعلومات من خلال التصفح الهيكلي. وهذه الرموز (أي الأعداد التي تميز الفئات) مشتقة من العدد المحدد للفئة المواضيعية ويتسق مع تفرعاتها ضمن الإطار العام للتصنيف.

### الفئات المواضيعية المحددة والموضوعات الشاملة
ويمثل تصنيف ديوي العشري خطة موحدة ومجربة تتيح مزايا مهمة مقارنة بالعديد من هياكل التصنيف المرتجلة المستخدمة اليوم على شبكة الإنترنت. ويذكر أن الجزء الخاص بعنونة الموضوعات من البيانات الوصفية هو من أكثر الأدوات أهمية للقيام ببحوث متقدمة من خلال الاسترجاع البينى للمعلومات. وفي أحدث نسخة صدرت لنظام ديوي أدخلت تنقيحات على طريقة عنونة الموضوعات والمصطلحات التي يمكن أن توفر للمستخدم نطاقا واسعا من الموضوعات المتاحة في مصادر الإنترنت.
وتغطي هذه الموضوعات قاعدة واسعة من الموضوعات المندرجة ضمن 10 فروع من فروع المعرفة.
- 099-000 المعارف العامة وتشمل (علم الحاسبات، المعلومات والأعمال العامّة)(GENERALITIES)
- 199-100 الفلسفة وعلم النفس (PHILOSOPHY)
- 299-200 الديانات (RELIGIONS)
- 399-300 العلوم الاجتماعية (SOCIAL SCEINCE)
- 499-400 اللّغات (LANGUAGES)
- 599-500 العلوم البحتة (يتضمّن الرياضيات) (PURE SCEINCES)
- 699-600 العلوم التطبيقية (التقانة) (APPLIED SCIENCES)
- 799-700 الفنون والاستجمام والديكور (FINE ARTS)
- 899-800 الآداب (LITERATURES)
- 999-900 التاريخ، الجغرافيا والتراجم (السّيرة الذّاتية).(HISTORY, GENERAL GEOGRAPHY etc)

ولتحديد أفضل نمط للمقارنة بين نظم التصنيف المتبعة في المكتبات مع التصنيف المعتمد على الإنترنت من حيث نطاق التغطية للموضعات العامة، أجرى مركز Online Computer Cibreny في الولايات المتحدة دراسات قارن بين الفئات 1-10 من نظام ديوي للتصنيف العشري مع 45-35 في محرك بحث Yahoo وهي من بين 50 من أكثر الفئات شعبية. وكشفت النتائج أن جميع فئات Yahoo باستثناء 4 منها (7 و36 و41 و45) صممت على نحو يضاهي أرقام أو فئات تصنيف ديوي العشري. وعلى الرغم من أن التصنيف العشري يتضمن نصوصا للتقسيم الفرعي للموضوعات بحسب المنطقة الجغرافية إلى جانب توزيع جغرافي للمؤلفات بحسب تاريخ صدورها، إلا أن من المتعذر وضع تصميم مباشر للفئات: 36 (الإقليمية: البلدان) و45 (الإقليمية: الولايات المتحدة الأمريكية). وبالنسبة للفئة 7 (المجلات) يتضمن تصنيف كل من Yahoo والتصنيف العشري تقسيمات بحسب الموضوعات. ووجد أن الفئة 41 (الفكاهة، النكتة، المزاح) هي الأكثر تشتتا لدى ترجمتها إلى نظام ديوي للتصنيف العشري. ويشير التحليل إلى مدى اتساع خطة ديوي للتصنيف العشري ومدى تداول فئات موضوعاتها.

### أنظمة هرمية متطورة
والعلاقات الهرمية هي جوهر جميع التصنيفات. وتتيح نظم التصنيف العادي ترتيبا نظاميا للموضوعات وفقا لمجموعة من المبادئ التي تستند إلى فلسفة مقبولة لتنظيم المعارف على نمط يقوم على أساس مبررات موضوعية وتكرار حرفي، و/أو على أساس الجمع بينهما. بيد أن نظام التصنيف ليس جليا بحد ذاته، ولا بد من منهج أو أداة للحفاظ على العلاقة القائمة بينهما.وفي نظام ديوي للتصنيف العشري تتوفر هذه الأداة للحفاظ على العلاقة القائمة بين الطبقات والطبقات الفرعية والموضوعات الفرعية، ومن الممكن التأثير عليها من خلال الترميز الهرمي أو بعنونة الموضوعات. ويعزز الترميز الهرمي هيكلة المعلومات ذات الصلة بغرض تصفحها. وفي AgriFor، ترتبط عناوين الكلمات الرئيسية للمكاتب الزراعية للكومنويلث مع بعضها البعض من خلال عملية التنظيم الهرمي.

### تكامل الطبقات
تكامل الطبقات سمة مرغوب فيها إلى حد كبير لتحديد أساس المعرفة التي يستند إليها أي تصنيف. ويستلزم ذلك أن يكون كل تعريف للموضوع خال من الغموض. بيد أن هذا لا يعني عدم إمكانية مضاعفة استخدامات أي بند بحسب اختصاصات الموضوع، وإنما يشترط وضع تعريف فريد لكل اختصاص مواضيعي.
ويوجد نحو 30.000 تعريفا مرقما في نظام ديوي. وبوجود هذا العدد الكبير من المفاهيم يمكننا أن نتوقع أن يكون بعضها متداخل وغامض أو مكرر. ويذكر أن تصنيف ديوي قسّم المعلومات إلى طبقات منفصلة.
وكمثال على ذلك، ضرورة التمييز بين التأثير النفسي لارتداء الملابس وبند آخر يتعلق بمختلف التقاليد المرتبطة بطريقة ارتدائها، وبينها وبين بند آخر يناقش طريقة ارتداء الملابس من منظور تصميم الأزياء. ويحدد نظام ديوي هذه الأبعاد الثلاثة على النحو التالي:
- 155.95 كجزء من منظور علم النفس.
- 391 كجزء من منظور التقاليد.
- 746.92 كجزء من منظور الفنون.

وتعتبر خطط التصنيف في المكتبات ذات طبيعة استرجاعية وهذا يعني أنها لا تضيف الطبقات أو تنقحها إلا إذا ظهرت مبررات كافية. وهذا ما يمنح نظام ديوي للتصنيف العشري نمطا من التماسك في الترميز وتخصيص عناوين الموضوعات.

## نقاط الضعف في نظام التصنيف العشري لديوي
على الرغم من الخصائص الايجابية لنظام التصنيف العشري لديوي، إلا أن هناك نقاط ضعف فيه بحاجة إلى تحسين، إذا أريد استخدام هذا النظام كأساس لهيكلة المعلومات بغية تسهيل البحث والتصفح وغربلة المعلومات واستعادة التفريغ الإنفاذي على الخط. ومن المعوقات الرئيسية عدم ادراك مزودي المعلومات بالخصائص الايجابية لخطة التصنيف هذه، ولاسيما جهلهم بتعريف الموضوعات والترميز والهياكل المنطقية. وأبرز سمة في خطة التصنيف هذه هي رقم الطبقة والتي تعتبر كوسيلة لوضع المعلومات في رفوف أكثر من اعتبارها وسيلة لتنظيمها.
ولم يراع تصنيف ديوي إدخال تغييرات كبرى على طبعاتها المتكررة، الأمر الذي جعلها، على الرغم من نجاحها الكبير، سببا في إحداث مشكلات أثناء محاولة إدماج المستجدات في ميادين المعرفة البشرية. وهذه نقطة ضعف، كما يمكننا ملاحظة ذلك في عالم يتسم بسرعة التغيير في المعلومات.
كما اتضح أيضا أن التلفظ المبسط والتوجه الغربي في نظام ديوي يشكل مصدرا للمشكلات. من ذلك، على سبيل المثال، أن المقصود بالدين في العالم يقتصر على العقيدة المسيحية. يضاف إلى ذلك إفراطه في التركيز على الولايات المتحدة، وهو ما يتجلى من خلال المصادر الخمسة التي تتناول تاريخ الولايات المتحدة مقارنة بغيرها.
تعتمد خطة تصنيف ديوي على استخدام الترميز لتقديم إرشادات بشأن وضع المعلومات على الرفوف. وهذا ما يعني قلة تركيزها على اختيار عناوين الموضوعات (الفصول أو المقالات أو الصفحات). ومن الضرورى تقييم هذا الجانب لضمان دقة التعبير والتداول. كما يحتاج نظام الترميز (أرقام الصفحات) إلى التجزئة حتى يتسنى عرض الموضوعات النوعية والجوانب المحددة.
ونظرا للنهج الموسع الذي يعتمد عليه هذا التصنيف يبرز العديد من المشكلات أثناء محاولة تصنيف مجموعة من المواد التي تتسم بدرجة أعلى من الخصوصية. وهذا ما يمثل معوقا أمام تصنيف مثل هذه المواد وتنظيمها نظرا لخصوصيتها.
وثمة مشكلة أخرى ترتبط بهذا المنهج الموسع للتصنيف تتمثل في إمكانية أن يظهر أي موضوع محدد في أكثر من اختصاص واحد. من ذلك على سبيل المثال كلمة «الملابس» جوانب ترتبط بعدد من المعارف كما شرحنا ذلك أعلاه.
فالتأثير النفسي للأزياء يرتبط بالمدخل 155.95 كجزء من علم النفس، وترمز كلمة الأزياء من حيث علاقتها بالملابس بالمدخل 391. وتقع كلمة الملابس من حيث علاقتها بتصميم الأزياء في إطار المدخل 746.92 كجزء من الفنون. ومن شأن تشتت عناصر مختلفة تتصل بميدان واحد من ميادين المعارف أن يعيق التمثيل الهرمي لذلك الميدان. وتبرز المشكلة في وقوع موضوعات فرعية ببعضها البعض في إطار ميادين معرفية أخرى[بحاجة لمصدر].

## فئة 000 - علم الحاسوب والمعلومات والأعمال العامة
- '000 علوم الحاسوب، المعرفة & نظام ق

000 ** علوم الحاسوب، المعرفة ويعمل العام
001 ** علوم ومعارف
002 ** في كتاب (أي ميتا كتابات عن الكتب)
003 ** نظام ق
004 ** تجهيز البيانات & علوم الحاسوب
005 ** برمجة الكمبيوتر، برامج & البيانات
006 ** أساليب الكمبيوتر الخاص
- - 007 [ غير معين ]
  - 008 [ غير معين ]
  - 009 [ غير معين ]
- '010 الببليوغرافيات

010 ** قائمة المراجع
011 ** الببليوغرافيات
012 ** الببليوغرافيات الأفراد
- - 013 [ غير معين ]

014 ** الببليوغرافيات الأعمال المجهولة وباسم مستعار
015 ** الببليوغرافيات الأعمال من أماكن محددة
016 ** الببليوغرافيات من يعمل على مواضيع محددة
017 ** كتالوجات الموضوع العام
018 ** كتالوجات مرتبة حسب الكاتب، التاريخ...الخ.
019 ** القاموس التسويقي ق
- '020 علوم المكتبات والمعلومات

020 ** علوم المكتبات والمعلومات
021 ** العلاقات المكتبة
022 ** إدارة مصنع البدنية
023 ** إدارة شؤون الموظفين
024 ** النظام لم يعد استخدامها سابقا للقراء 
025 ** عمليات المكتبة
026 ** المكتبات لمواضيع محددة
027 ** المكتبات العامة
028 ** القراءة واستخدام وسائل الإعلام معلومات أخرى
029 ** المستخدمة سابقا لم تعد الأساليب الأدبية 
- '030 الموسوعات والكتب من الحقائق

030 ** عام يعمل [الموسوعية] []
031 ** الموسوعات باللغة الإنجليزية الأمريكية
032 ** الموسوعات باللغة الإنجليزية
033 ** الموسوعات باللغة الألمانية
034 ** الموسوعات باللغة الفرنسية، الأوكيتانية والكاتالونية
035 ** الموسوعات في اللغات الإيطالية والرومانية والمتعلقة
036 ** الموسوعات باللغة الإسبانية والبرتغالية
037 ** الموسوعات في اللغات السلافية
038 ** الموسوعات في اللغات الإسكندنافية
039 ** موسوعات بلغات أخرى
- '040 غير معين (سابقا السيرة الذاتية)
- '050 المجلات، والمجلات والمسلسلات

050 ** منشورات المسلسل العام
051 ** المسلسلات باللغة الإنجليزية الأمريكية
052 ** المسلسلات باللغة الإنجليزية
053 ** المسلسلات في اللغات الجرمانية الأخرى
054 ** المسلسلات باللغة الفرنسية، الأوكيتانية والكاتالونية
055 ** في اللغات الإيطالية والرومانية والمتعلقة
056 ** المسلسلات باللغة الإسبانية والبرتغالية
057 ** المسلسلات في اللغات السلافية
058 ** المسلسلات في اللغات الإسكندنافية
059 ** المسلسلات بلغات أخرى
- '060 الجمعيات والمنظمات والمتاحف

060 ** المنظمات العامة وعلم المتاحف
061 ** منظمات في أمريكا الشمالية
062 ** المنظمات في الجزر البريطانية؛ في انكلترا
063 ** المنظمات في وسط أوروبا، وفي ألمانيا
064 ** المنظمات في فرنسا وموناكو
065 ** المنظمات في إيطاليا والجزر المجاورة
066 ** في شبه الجزيرة الايبيرية والجزر المجاورة
067 ** المنظمات في أوروبا الشرقية؛ في روسيا
068 ** المنظمات في المناطق الجغرافية الأخرى
069 ** متحف العلوم
- '070 وسائل الإعلام والصحافة والنشر

070 ** وسائل الإعلام والصحافة والنشر
071 ** الصحف في أمريكا الشمالية
072 ** الصحف في الجزر البريطانية؛ في انكلترا
073 ** الصحف في وسط أوروبا، وفي ألمانيا
074 ** صحف في فرنسا وموناكو
075 ** الصحف في إيطاليا والجزر المجاورة
076 ** في شبه الجزيرة الايبيرية والجزر المجاورة
077 ** الصحف في أوروبا الشرقية؛ في روسيا
078 ** الصحف في الدول الإسكندنافية
079 ** الصحف في المناطق الجغرافية الأخرى
- '080 مجموعات عامة

080 ** مجموعات عامة
081 ** المجموعات في اللغة الإنجليزية الأميركية
082 ** المجموعات في اللغة الإنجليزية
083 ** مجموعات في اللغات الجرمانية الأخرى
084 ** مجموعات باللغة الفرنسية، الأوكيتانية والكاتالونية
085 ** في اللغات الإيطالية والرومانية والمتعلقة
086 ** المجموعات في الإسبانية والبرتغالية
087 ** مجموعات في اللغات السلافية
088 ** مجموعات في اللغات الإسكندنافية
089 ** مجموعات بلغات أخرى
- '090 المخطوطات والكتب النادرة

090 ** مخطوطة ق والكتب النادرة
091 ** المخطوطات
092 ** الكتب كتلة
093 ** غير منطقي
094 ** الكتب المطبوعة
095 ** كتب بارزة لربط
096 ** كتب بارزة لصورة إيضاحية
097 ** كتب بارزة لملكية أو الأصل
098 ** الأعمال المحظورة، التزوير والخدع
099 ** كتب بارزة لتنسيق